# Dion Cooper
Dion Cooper, właśc. Dion Cuiper (ur. 29 listopada 1993 w Wassenaar) – holenderski piosenkarz i autor tekstów. Reprezentant Holandii w 67. Konkursie Piosenki Eurowizji (2023).

## Życiorys
Urodził się i dorastał w mieście Wassenaar w pobliżu Hagi. Jego ojciec, który był kiedyś perkusistą w funkowym zespole, zapoznał go z muzyką m.in. Toto, The Police, Earth, Wind & Fire, The Beatles i Jimiego Hendrixa. Zainteresował się muzyką i zaczął grać na gitarze w wieku 15 lat. Później zaczął pisać i śpiewać własne piosenki. Po ukończeniu szkoły średniej zaczął studiować międzynarodowy biznes i zarządzanie, ale porzucił studdia w wieku 21 lat, aby skupić się na karierze muzycznej. W 2015 wziął udział w szóstym sezonie The Voice of Holland. Awansował do bitew, dołączając do zespołu rapera Alego B. Został wyeliminowany podczas bitew. W 2021 roku wydał swoją debiutancką EP-kę Too Young Too Dumb. W tym samym roku był support actem Duncana Laurence'a podczas jego klubowej trasy koncertowej. W 2022 roku wydał single „Know” i „Blue Jeans”, które zostały napisane wspólnie z Laurence’em.
W 2023 roku z piosenką „Burning Daylight” wraz z Mią Nicolai został wybrany na reprezentanta Holandii w 67. Konkursie Piosenki Eurowizji w Liverpoolu. Cooper poznał Nicolai w 2020 roku, gdy Laurence, zwycięzca 64. Konkursu Piosenki Eurowizji w Tel Awiwie, i jego partner Jordan Garfield zaprzyjaźnili ich ze sobą. W maju 2023 Cooper wystąpił z Nicolaï w pierwszym półfinale Eurowizji i nie zakwalifikowali się do finału, zajmując 13. miejsce.

## Inspiracje muzyczne
Wśród swoich inspiracji muzycznych wymienia Shawna Mendesa, Johna Mayera i Harry'ego Stylesa.

## Dyskografia

### EP-ki
| Rok  | Tytuł |
| ---- | --- |
| 2021 | Too Young Too Dumb - Wydany: 16 lipca 2021 - Wytwórnia: Cooper Records - Format: digital download, streaming |

### Single
| Rok                                                      | Tytuł                                 | Najwyższa pozycja na liście | Album |
| Rok                                                      | Tytuł                                 | NLD                         | Album |
| -------------------------------------------------------- | ------------------------------------- | --------------------------- | ----- |
| 2019                                                     | „Much Higher”                         | –                           | –     |
| 2019                                                     | „Jealousy”                            | –                           | –     |
| 2020                                                     | „Too Young Too Dumb”                  | –                           | –     |
| 2020                                                     | „Simple”                              | –                           | –     |
| 2020                                                     | „Bobbie's Song”                       | –                           | –     |
| 2021                                                     | „Cold”                                | –                           | –     |
| 2021                                                     | „Fire” (oraz Maxine)                  | –                           | –     |
| 2021                                                     | „Know”                                | –                           | –     |
| 2022                                                     | „Blue Jeans”                          | –                           | –     |
| 2023                                                     | „Burning Daylight” (oraz Mia Nicolai) | 28                          | –     |
| „–” oznacza, że singel nie był notowany na danej liście. |                                       |                             |       |